# Ascensionrall
Ascensionrall (Mundia elpenor) är en utdöd fågel i familjen rallar som förekom på ön Ascension i södra Atlanten, känd från ett större antal benlämningar. Dess utrotning orsakades troligen av att råttor kom till ön på 1700-talet, men den kan ha överlevt ända tills katter introducerades 1815. Tidigare betraktades den stå nära atlantrallen (Atlantisia rogersi), men en studie från 2003 visade att de inte var lika nära släkt som man tidigare trott och ett nytt släkte, Mundia, skapades.